# Moisés Orozco Graterol
Moisés Orozco Graterol es un militar venezolano, quien ocupó los cargos de Ministro de la Defensa, Ministro de Transporte y Telecomunicaciones y Gobernador de Caracas durante el segundo gobierno de Rafael Caldera, .

## Biografía
El 5 de enero de 1995 asumió como ministro de Defensa en el segundo gobierno de Caldera. El julio de julio de ese año inauguró el Comando Unificado de Oriente (CUO), creado para resguardar la seguridad en la frontera colombo-venezolana. Una de sus propuestas ese año fue que los militares persiguieran en las zonas de Colombia donde no hubiera presencia policial o militar colombiana a quienes delinquieran en la frontera colombo-venezolana, sin embargo esta propuesta fue descartada.
En mayo de 1996 declaró que no había peligro de un estallido social, y que además, las Fuerzas Armadas no permitirían otro 27F. El 16 de julio de ese año fue nombrado, ya como militar retirado, ministro de Transporte y Comunicaciones.